# Johanna (voornaam)
Johanna is een meisjesnaam afgeleid van Johannes. De naam Johannes komt van het Hebreeuwse Johanan, wat betekent 'Jahweh is genadig' of ook wel 'de door God begenadigde'.
Korte vormen van Johanna zijn:
- Beginletter D: Djenna
- Beginletter H: Hanna (komt echter ook voor als oorspronkelijk bijbelse naam), Hanneke, Hannie, Hanny, Hans, Hansje
- Beginletter J: Jaantje, Jackie, Jane, Janet, Janine, Janka, Janke, Janna, Jannegien, Janneke, Jannetje, Jantje, Jannie, Janny, Jans, Jansina, Jantien, Jantine, Jaenet, Jenna, Jenke, Jenneke, Jenske, Jenthe, Jinte, Jo, Joke, Jolijn, Jolina
- Beginletter N: Nettie
- Beginletter S: Sjaan, Sjaantje
- Beginletter Y: Yenthe, Yinthe

## Geschiedenis
De oudst bekende vermelding van een Johanna is in Lucas 8:3. Deze Sint Johanna was een volgelinge van Jezus. Zij was de vrouw van Chusas, de rentmeester van koning Herodes. Zij ontdekte ook de lege graftombe op de zondagmorgen na Jezus' kruisiging op Goede Vrijdag (Lucas 24:10). De eerste vermelding van een vernoeming in het Nederlands dateert van 1212.
De naam kwam voor in Frankrijk vanaf de 9e eeuw bij verschillende adellijke vrouwen, zoals Johanna filia Trodewini, Breisgau 1094 en Johannetta de Burgundia uit 1295. Een vroeg voorkomen van de naam in Nederland was Johanna, vrouw van Willem, graaf van Holland en Henegouwen, die in 1342 overleed.
In Kortrijk zijn omstreeks 1400 diverse verkortingen aangetroffen, zoals Jane, Jaenne, Jeankin, Haenkin, Hannette, Annette

## Ander gebruik
De verkorte vormen Janet, Jeanet of Jeanette wordt vooral in België als aanduiding dan wel scheldwoord gebruikt voor een homoseksuele man of voor een travestiet. Mogelijk is dit afkomstig van de term jeannette dat gebruikt werd voor een meisje dat lid was van de Scouts en Gidsen Vlaanderen. Deze rol is benoemd naar Jeanne d'Arc.

## Varianten in andere talen
- Engels: Joan, Joanna (soms Joana), Joanne, Jane, Jean, Sheena
- Frans: Jeanne
- Iers: Sinéad, Siobhán
- IJslands: Jóhanna
- Italiaans: Giovanna, Gioana, Gianna
- Oosterlauwers Fries: Joke
- Pools: Joanna, Joasia, Asia, Aśka, Janina, Janka
- Pools: Joana, Juanita
- Noord-Germaans: Jonna (voornamelijk in Denemarken en Noorwegen)
- Roemeens: Ioana (afgeleid van Ion), Ionela (als koosnaam)
- Slavisch: Ivana, Janina, Jowanka
- Slowaaks: Johanka
- Spaans: Juana
- Tsjechisch: Jana, Jannika
- Hongaars: Johanna, Janka
- Albanees : Xhoana

## Bekende naamdraagsters

### Europese Adel/koningshuizen
- Johanna van Antiochië
- Johanna I van Auvergne
- Johanna van Blois
- Johanna van Brabant
- Johanna van Beieren
- Johanna van Bourbon
- Johanna van Bourgondië
- Johanna van Castilië
- Johanna van Châtillon
- Johanna van Clermont
- Johanna van Constantinopel
- Johanna van Engeland
- Johanna van Évreux
- Johanna van Frankrijk
- Johanna van Habsburg
- Johanna van Henegouwen
- Johanna van Holland
- Johanna van Horne
- Johanna van Kent
- Johanna I van Napels
- Johanna van Nassau-Dillenburg
- Johanna I van Navarra
- Johanna van Oostenrijk
- Johanna van Portugal
- Johanna van Savoye
- Johanna van Valois
- Johanna van Constantinopel
- Joanna van Toulouse

### Andere bekende naamdraagsters
- Pausin Johanna (9e eeuw), legendarisch[5]
- Jeanne d'Arc (1412-1431), Johanna van Orléans, Frans vrijheidsstrijder
- Joanna Baillie (1762-1851), Schots toneelschrijfster en dichteres
- Antonia Johanna Willemina (Tonke) Dragt (1930-2024), een Nederlandse schrijfster van kinderboeken
- Hanneke Kalf (1961), Nederlands logopedist, docent en onderzoeker
- Janet Jackson (1966), Amerikaans artiest
- Sinéad O'Connor (1966-2023), Iers zangeres
- Jóhanna Guðrún Jónsdóttir (1990), IJslands zangeres